# Sân vận động Köpetdag
Sân vận động Köpetdag là một sân vận động đa năng ở Ashgabat, Turkmenistan. Sân hiện đang được sử dụng chủ yếu cho các trận đấu bóng đá. Sân được sử dụng cho các trận đấu trên sân nhà của Köpetdag Aşgabat. Sân vận động có sức chứa 26.503 người và được xây dựng vào năm 1997.

## Lịch sử
Sân vận động được xây dựng vào năm 1997 bởi công ty kỹ thuật quốc tế Mensel JV. Kể từ khi được khánh thành, sân đã tổ chức các trận đấu trên sân nhà của Köpetdag Aşgabat.
Vào năm 2015, sân vận động đã trải qua quá trình tái thiết triệt để và được mở cửa trở lại cho trận đấu cúp quốc gia giữa Köpetdag và FC Merw.